# UFC 117
UFC 117: Silva vs. Sonnen  è stato un evento di arti marziali miste tenuto dalla Ultimate Fighting Championship il 7 agosto 2010 alla Oracle Arena a Oakland, Stati Uniti d'America.

## Background
Il presidente dell'UFC Dana White annunciò su ESPN su Jim Rome is Burning che il Middleweight Champion Anderson Silva avrebbe affrontato Chael Sonnen il 7 agosto.
White minacciò di tagliare Silva dall'UFC se avesse combattuto nello stesso modo che ad Abu Dhabi ad UFC 112 nel suo ultimo match. "Ve lo sto dicendo ora, se si comporta così sul ring un'altra volta, lo taglierò" disse White. "Non mi interessa se è il migliore lottatore a terra al mondo. Non mi interessa se è il campione dei pesi medi."
Un combattimento tra Joey Beltran e Matt Mitrione avrebbe potuto svolgersi in questo evento. Il match fu però spostato a UFC 119.
Stanislav Nedkov avrebbe dovuto fare il suo debutto in UFC contro Rodney Wallace ma fu rimpiazzato da Phil Davis dopo aver sostenuto un infortunio.
Dana White confermò che i vincitori di Nelson/dos Santos e Fitch/Alves avrebbero ricevuto una title shot nelle rispettive divisioni.
Il match Fitch/Alves fu cambiato in catchweight dopo che Alves pesò mezza libbra in più del limite di 171 per i pesi welter per i non title fights. Alves fu multato del 20% del suo compenso.

## Risultati

### Card preliminare
- Incontro categoria Pesi Welter:  Ben Saunders contro  Dennis Hallman

Hallman sconfisse Saunders per decisione unanime (30-27, 30-27, 30-27).
- Incontro categoria Pesi Massimi:  Stefan Struve contro  Christian Morecraft

Struve sconfisse Morecraft per KO (pugni) a 0:22 del secondo round.
- Incontro categoria Pesi Mediomassimi:  Tim Boetsch contro  Todd Brown

Boetsch sconfisse Brown per decisione unanime (29–28, 29–28, 29–28).
- Incontro categoria Pesi Welter:  Johny Hendricks contro  Charlie Brenneman

Hendricks sconfisse Brenneman per KO Tecnico (pugni) a 0:40 del secondo round.
- Incontro categoria Pesi Mediomassimi:  Phil Davis contro  Rodney Wallace

Davis sconfisse Wallace per decisione unanime (30–26, 30–27, 30–27).
- Incontro categoria Pesi Welter:  Dustin Hazelett contro  Rick Story

Story sconfisse Hazelett per KO Tecnico (pugni) a 1:15 del secondo round.

### Card principale
- Incontro categoria Pesi Massimi:  Junior dos Santos contro  Roy Nelson

dos Santos sconfisse Nelson per decisione unanime (30–26, 30–27, 30–27).
- Incontro categoria Pesi Welter:  Matt Hughes contro  Ricardo Almeida

Hughes sconfisse Almeida per sottomissione (strangolamento anaconda) a 3:15 del primo round.
- Incontro categoria Pesi Leggeri:  Clay Guida contro  Rafael dos Anjos

Guida sconfisse dos Anjos per sottomissione (infortunio alla mandibola) a 1:51 del terzo round.
- Incontro categoria Catchweight (171,5 libbre):  Jon Fitch contro  Thiago Alves

Fitch sconfisse Alves per decisione unanime (30-27, 30-27, 30-27).
- Incontro per il titolo dei Pesi Medi:  Anderson Silva (c) contro  Chael Sonnen

Silva sconfisse Sonnen per sottomissione (armbar triangolare) a 3:10 del quinto round mantenendo il titolo dei pesi medi.

## Premi
Ai vincitori sono stati assegnati 60.000$ per i seguenti premi:
- Fight of the Night:  Anderson Silva contro  Chael Sonnen
- Knockout of the Night:  Stefan Struve
- Submission of the Night:  Anderson Silva e  Matt Hughes